# Claude Bernard-Aubert
Claude Bernard-Aubert (eigentlich Claude Orgel; * 26. Mai 1930 in Durtal; † 25. Juni 2018 in Le Mans) war ein französischer Filmregisseur, Drehbuchautor und Pornoregisseur.

## Karriere
Bernard-Aubert war zwischen 1949 und 1954 Kriegsberichterstatter in Indochina. Mit dieser Erfahrung drehte er seinen ersten Spielfilm, Patrouille de choc, der wegen der realistischen Darstellung des Konflikts von Zensur betroffen war. Die gleichen Schwierigkeiten hatte er mit seiner zweiten Produktion, Les Tripes au soleil mit Grégoire Aslan und Jean Richard, die sich mit Rassismus befasste und erst zwei Jahre nach Entstehung gezeigt werden durfte.
Sein Krimi Match contre la mort (1960) zeigt Gérard Blain und Antonella Lualdi als Ehepaar, dessen Sohn entführt wird. Das Lösegeld entspricht dem Gewinn in einer Spielshow, an der sie gerade teilnehmen. Mit Brücke des Todes (Poliorkia) wandte sich Bernard-Aubert wieder der Politik zu: die Bewohner eines griechischen Dorfs sind der Willkür von Besatzungssoldaten ausgeliefert. Das folgende Rassismusdrama Les lâches vivent d'espoir schildert die Konflikte einer Weißen (Françoise Giret) und eines Schwarzen (Gordon Heath) im heutigen Paris. In Le facteur s'en va-t-en guerre (1966) spielt Charles Aznavour einen Soldaten, der sich im Indochinakrieg in eine Vietnamesin verliebt. Mit Die offene Rechnung drehte Bernard-Aubert 1970 eine Gaunerkomödie mit Salvatore Adamo, Elisabeth Wiener und Michel Constantin. Das Kriegsabenteuer Unternehmen Feuertor (Les portes de feu, 1971) mit Emmanuelle Riva und Dany Carrel um in Afrika entführte Krankenschwestern, das Sittenbild und Justizdrama Die Affäre Dominici (1972) mit Jean Gabin, Geneviève Fontanel und Victor Lanoux und das Erotikdrama L'aigle et la colombe (1976) mit Lisbeth Hummel blieben vorerst seine letzten Spielfilme.
Mit La Fessée ou les Mémoires de monsieur Léon maître-fesseur mit Antoine Fontaine und Richard Allan drehte er 1975 seinen ersten Pornofilm, für den er sich das Pseudonym Burt Tranbaree zulegte, das er für alle Hardcore-Produktionen beibehielt. Richard Allan wurde sein bevorzugter männlicher Hauptdarsteller, mit dem er in zwei Jahren Prouesses porno (1977), Sarabande porno (1977), Salopes et vicieuses (1978), Veuves en chaleur (1978) und Ich schreie, ich genieße (Je cris… je jouis) dreht. In Soumission (1979) und La Rabatteuse ist Brigitte Lahaie Allans Partnerin. In La grande lèche (1978) spielen neben Allan mit Dominique Aveline, Gabriel Pontello und Guy Royer drei weitere Stars der „goldenen Ära“ des Pornos.
1978 entstand mit der Militär- und Sexklamotte Die Büstenhalterkompanie mit Marie Bunel und Dora Doll ein „durch Scheinheiligkeit und Prüderie auffallendes Lustspiel, das weder Sexklamotte noch Satire auf Rollenverhalten ist“. Bernard-Aubert drehte weitere Pornos mit Richard Allan, der inzwischen den Beinamen „Queue de beton“ (Betonschwanz) erhalten hatte und für den Regisseur auch in Auto-stoppeuses en chaleur, Parties chaudes und Les suceuses agierte. In Weiche Schenkel (Le droit de cuissage) setzte er außerdem Piotr Stanislas ein. In Secrétariat privé (1980) waren dann mit Richard Allan, Piotr Stanislas und Guy Royer die drei führenden Stars der Branche vereint.
Für seinen Kriegsfilm Strafkommando Charlie Bravo besetzte er 1980 neben den Filmstars Bruno Pradal und Jean-François Poron auch Piotr Stanislas, mit dem er im Anschluss weitere Pornos dreht: In La petite étrangère, Les bas de soie noire, Garçonnières très spéciales, L'Initiation d'une femme mariée und Chambres d'amis très particulières (1984) sind wieder Richard Allan und Piotr Stanislas seine Filmhelden. Ein Projekt mit Lino Ventura, La jonque chinoise, wurde geplant und nicht realisiert.
1988 drehte Bernard-Aubert den Film Adieu je t'aime. Als verheirateter Mann verlässt Bruno Cremer seine Frau Marie-Christine Barrault für seinen jungen Mitarbeiter, und die drei versuchen eine Zeitlang eine Ménage à trois. Mit Mörderische Rache (Le denier du colt), einem TV-Thriller mit Michael Brandon und Guy Marchand um einen Versicherungsdetektiv, der eine Mordserie an der Côte d’Azur aufklärt, entstand 1989 sein letzter Film.

## Filmographie (Auswahl)
- 1957: Patrouille de choc
- 1959: Les Tripes au soleil
- 1960: Match contre la mort
- 1961: Les Lâches vivent d'espoir
- 1961: À fleur de peau
- 1963: Brücke des Todes (Poliorkia)
- 1966: Le facteur s'en va-t-en guerre
- 1970: Die offene Rechnung (L'Ardoise)
- 1972: Unternehmen Feuertor (Les Portes de feu)
- 1973: Die Affäre Dominici (L'Affaire Dominici)
- 1976: L'Aigle et la Colombe
- 1976: La Fessée ou les Mémoires de monsieur Léon maître-fesseur
- 1977: Excès pornographiques
- 1977: Sarabande porno
- 1978: Soumission
- 1978: La Rabatteuse
- 1978: Die Büstenhalterkompanie (Les Filles du régiment)
- 1978: Ich schreie, ich genieße (Je cris… je jouis)
- 1978: Partnerspiele (La grande levrette)
- 1979: Infirmières très spéciales
- 1979: Les Suceuses
- 1979: Parties chaudes
- 1979: Auto-stoppeuses en chaleur
- 1979: Ekstase einer Nacht (La Grande Mouille)
- 1979: La Grande lèche
- 1979: Denn sie wusste nicht, was sie tat (Caresses inavouables)
- 1980: Secrétariat privé,
- 1980: Weiche Schenkel (Le Droit de Cuissage)
- 1980: Strafkommando Charlie Bravo (Charlie Bravo)
- 1980: Le Retour des veuves
- 1981: Les Bas de soie noire
- 1981: La petite étrangère
- 1983: Junges Paar sucht gleichgesinntes (Couple 'libéré' cherche compagne 'libérée')
- 1983: Initiation d'une femme mariée
- 1984: Chambres d'amis très particulières
- 1983: Garçonnières très spéciales
- 1988: Adieu, je t'aime
- 1990: Mörderische Rache (Le denier du colt) (Fernsehfilm)